# 連鎖反応 (核分裂)

核分裂連鎖反応の概念図。1. あるウラン235原子核が1個の中性子を吸収し、2個の新たな原子核（核分裂片）に分裂する。同時に3個の新たな中性子といくらかの結合エネルギーを放出する。2. 放出された中性子のうちの1個がウラン238原子核に吸収される。この場合は反応は続かない。別の1個の中性子は他の原子核と衝突せずに失われる。この場合も反応は続かない。しかし残りの1個の中性子は別のウラン235原子核に衝突する。この原子核は核分裂を起こして2個の中性子と結合エネルギーを放出する。3. ここで放出された中性子は2個とも別のウラン235原子核に衝突し、それぞれ核分裂を起こして1～3個の中性子を放出する。こうして反応が持続する。

連鎖反応（れんさはんのう、nuclear chain reaction）とは、核分裂性物質が中性子を吸収することで核分裂反応を起こすと同時に新たな中性子が飛び出し、さらに別の核分裂反応を引き起こして、単位時間当たりの反応回数が一定もしくは指数関数的に増加する状態である。
十分に多量（臨界量以上）の核分裂性物質の中で、制御されない状態の下で連鎖反応が起きると、エネルギーが爆発的に放出される。これが核兵器の動作原理になっている。連鎖反応は十分に制御された状態でエネルギー源としても用いられる（原子炉など）。
いくつかの核分裂反応で生じる中性子数とエネルギーの平均値は以下の通りである。
- 235U + 中性子  -> 核分裂片 + 2.52 中性子 + 180 MeV.
- 239Pu + 中性子 -> 核分裂片 + 2.95 中性子 + 200 MeV.

この反応式の右辺では、我々が利用することができず検出も困難なニュートリノの運動エネルギー分約 10 MeV は除かれている。
重い原子核が核分裂を起こすと、2個またはそれ以上の核分裂片が作られる。これらの分裂片は元の重い原子核よりも質量の小さな原子核からなる。分裂片の質量の和は、反応で生じるニュートリノのエネルギーを計算に入れたとしても元の原子核の質量に正確には一致しない。この質量の差は、反応で放出される中性子の質量と運動エネルギー及び反応前後の原子核の結合エネルギーの差に相当する。核分裂で放出された中性子は高速で飛び去り、中性子捕獲と呼ばれる過程によって別の重い原子核と衝突してさらに核分裂を起こす場合もある。しかし、原子核は極小なため、この核分裂が起こる確率は極めて低いと言える。このような過程が連鎖反応の元になっている。

## 平均世代時間
核分裂によって中性子が放出されてから別の原子核に捕獲されるまでの平均的時間を平均世代時間 (average generation time; mean generation time) と呼ぶ。核分裂で放出された中性子は、約10cm というオーダー（臨界量の核分裂性物質が持つ典型的サイズ）の非常に短い距離しか移動しない。中性子の平均速度は約 10,000 km/s 前後の値をとる。よって核分裂の反応の時間尺度は 10ns のオーダーである。この時間の長さをシェイク(shake)という単位で呼ぶ場合がある。

## 中性子増倍率
実効中性子増倍率 (effective neutron multiplication factor) k は新たな核分裂を引き起こす中性子の数の平均値である。核分裂で放出された中性子の中には、次の核分裂を起こすことができなかったり、原子核と衝突せずに系から出て行くものもある。核分裂が起きている2つの物質を合わせた場合の全体の k の値は、常に個々の物質の k よりも大きくなる。場合によっては、個々の物質の k の和が合体後の物質の k に等しくなることもある。これらの違いの程度は、核分裂性物質同士の配置だけでなく、両者の速度や距離にも依存する。核分裂性物質でできた「弾丸」で、弾丸と同じ形の窪みを持つ核分裂性物質の標的を撃つような場合や、核分裂性物質に開けた小さな穴の中を核分裂性物質からなる小さな球が通過するような場合には、特に k の値は大きくなる。
核分裂の連鎖反応は k の値によって次の場合に分けられる。
- k < 1（臨界量未満）: 1回の核分裂から始まったとすると、その後の核分裂回数の合計は平均で 1/(1 − k) となる。連鎖反応は始まったとしても急速に停止する。
- k = 1（臨界量）: 1個の自由中性子から始まったとすると、これから生じる中性子の数の期待値はどの時刻でも 1 である。時間とともに、開始した連鎖反応が停止する確率は減っていき、これを補償するように、複数個の中性子が存在する確率が増加する。
- k > 1（臨界量を超過）: 1個の自由中性子から始まったとすると、中性子が次の核分裂を起こさない確率もしくはいったん開始した連鎖反応が停止する確率が無視できない値で存在する。しかし、いったん自由中性子の数が数個以上になると、非常に大きな確率でこの数は指数関数的に増える。系の中に存在する中性子の数（すなわち核分裂が自発的に起こる確率）と反応が始まって以来の核分裂回数の総計は、ともに {\displaystyle e^{(k-1)t/g}} に比例する。ここで g は中性子の平均世代時間で t が経過時間である。この状態はもちろん永遠に続くわけではない。未反応の核分裂性物質の量が減るにつれて k は減少するし、物質の配置や密度も変化しうる。未反応の核物質が四散すればその配置は大きく変わるが、ただ融解したり吹き飛ばされるだけで終わる場合もある。

k が 1 に近い場合には上記の計算は中性子の倍加時間 (doubleing time) をいくらか過大に見積もっている。ウラン原子核が中性子を吸収すると、この原子核は非常に寿命の短い励起状態になり、その後いくつかの経路に従って崩壊する。典型的な場合には2個の破片、すなわち核分裂生成物に分裂する。典型的な核分裂片はヨウ素とセシウムの同位元素である。これとともにいくつかの中性子が放出される。核分裂生成物はそれ自体が不安定でさまざまな範囲の寿命を持つ。典型的にはこの寿命は数秒で、さらに中性子を放出して崩壊する。
通常、核分裂で放出される中性子は即発中性子 (prompt neutron) と遅発中性子 (delayed neutron) の2種類に分けられる。典型的には、遅発中性子比率 (delayed neutron fraction) は中性子全体の1%未満である。原子炉の内部では、中性子増倍率 k は典型的に 1 前後で安定した反応過程となっている。反応で作られる中性子全てについて k = 1 に達した時、その反応は臨界状態（または遅発臨界）にあると言う。原子炉ではこのような状態になっている。この状態では出力の変化はゆっくりとしていて、制御棒などを用いて制御することが可能である。即発中性子のみについて k = 1 になっている時、この反応は即発臨界の状態にあると言う。この場合には中性子の倍加時間は k - 1 の値に応じて通常の臨界よりもずっと短い値をとる。通常の臨界から即発臨界に達するまでに必要な反応度を相対的反応度単位（ドル、dollar）と呼ぶ 。すなわち反応度が1ドルであるときこれを即発臨界と定義でき、1ドル以上となれば原子炉の制御は困難となる。
核分裂性物質が中性子反射体に囲まれていると k の値は増加する。また核分裂性物質の密度が増加するとやはり k の値は増加する。これは、中性子が単位長さを移動するまでに原子核に衝突する確率が密度に比例するのに対して、中性子が系から脱出するまでに移動する距離は密度の立方根でしか減少しないためである。核兵器の爆縮過程では、核分裂性物質を通常爆薬で圧縮して密度を上げることによって爆発を起こす。

## 連鎖反応の確率
1個の原子核に1個の中性子が衝突して核分裂が起こり、3個の中性子が新たに生成されたとする。またこの系の k の値は 1 より大きいとする。この時、1個の中性子が次の核分裂を起こす確率は k/3 である。これに対して1個の自由中性子が連鎖反応を起こさない確率は、(1 - k/3)（全く核分裂を起こさない場合）に、「少なくとも1回の分裂を起こしたものの、3個全てが連鎖反応を起こさない確率」を加えたものになる。この後者の確率は、k/3 に前者（1個の自由中性子が全く核分裂を起こさない確率）の3乗をかけたものになる。この方程式は容易に解くことができ、ここから連鎖反応を起こす確率は以下のようになる。
{\displaystyle 1.5-0.5{\sqrt {(12/k)-3}}}
この確率は k = 1 の時に 0、k = 3 の時に 1 となる。
k の値が 1 よりわずかに大きい場合には、この確率は近似的に k - 1 で表される。

## 早期爆発
核兵器を爆発させるためには、核分裂性物質を非常に短い時間のうちに理想的な臨界超過状態にする必要がある。この過程の途中では、系が臨界超過の状態にはなっているものの、まだ連鎖反応を起こす理想的な状態には達していない。このような状態では、（特に自発核分裂によって生じる）自由中性子によって早期爆発 (predetonation) が起こりうる。早期爆発の確率を小さく保つためには、連鎖反応が始まるまでの時間を最小にし、また核分裂性物質や他の物質には自発核分裂が多く起きないような物質を用いる必要がある。実際には、これら二つの対策を組み合わせて、最初の時間内に起きる自発核分裂の回数を1回未満に抑えるようにする。このため、特にプルトニウムを用いる爆弾にはガンバレル型は用いられず、爆縮方式を用いる。詳しくは核兵器の設計を参照のこと。

## 歴史
中性子を介した原子核の壊変による連鎖反応という概念は1933年にレオ・シラードによって初めて提唱された。彼は赤信号で待っている時にこのアイデアを思いついたと言われている。その後、彼はこの連鎖反応のアイデアについて特許を申請した。
レオ・シラードのアイデアは重たい原子核の核分裂を想定したものではなく、当初彼は、比較的軽い原子核における複雑な過程での実現可能性に注目していた。1936年にベリリウムとインジウムを用いて連鎖反応を起こすことを試みたが成功しなかった。オットー・ハーンによるウランの核分裂の発見を経て、1939年、シラード、エンリコ・フェルミ、フレデリック・ジョリオ＝キュリーの3グループはウランの中で中性子数が増倍する現象を発見し、これによって連鎖反応が可能になることを示した。
世界で初めて自己持続する核分裂連鎖反応を人工的に起こすことに成功したのは、マンハッタン計画の最中の1942年12月2日、シカゴ大学のスタッグ・フィールドと呼ばれるフットボール場の観客席の地下にあったラケッツのコートを利用して設けられた実験炉シカゴ・パイル1号においてであった。冶金研究所というコードネームが付けられていたこの組織はアーサー・コンプトンが率い、フェルミとシラードも参加していた。
ただし、理研の仁科芳雄と東京帝国大学理学部化学科の木村健二郎等が、ウラン238に高速中性子を照射した実験において、今では核分裂連鎖反応を伴うことが知られている対称核分裂による生成物を生成したことが、『Fission Products of Uranium produced by Fast Neutrons(高速中性子によって生成された核分裂生成物)』と題して、同年7月6日付けの英国の学術雑誌ネイチャーに掲載された。
1972年9月にはガボンのオクロにあるウラン鉱床で、約20億年前に自己持続する核分裂連鎖反応が自然に起きていた痕跡が発見され、オクロの天然原子炉と呼ばれている 。